# Cosmin Gîrleanu
Cosmin Petre Gîrleanu (* 3. Juni 1999 in Hunedoara) ist ein rumänischer Boxer im Fliegengewicht. Er war unter anderem Teilnehmer der Olympischen Sommerspiele 2020 in Tokio.

## Karriere
Cosmin Gîrleanu begann im Alter von zwölf Jahren im Schulsportverein seiner Heimatstadt mit dem Boxsport und wechselte später in die Boxabteilung des Clubului Sportiv Hunedoara. Sein Trainer ist Ilie Captari.
Seine größten Erfolge im Nachwuchsbereich waren der Gewinn einer Bronzemedaille bei der Schüler-Europameisterschaft 2013 in Dublin, der Silbermedaille bei der Junioren-Europameisterschaft 2015 in Lwiw und der Goldmedaille bei der Junioren-Weltmeisterschaft 2015 in Sankt Petersburg.
2018, 2019 und 2020 wurde er Rumänischer Meister, gewann die Silbermedaille bei der U22-Europameisterschaft 2019 in Wladikawkas und eine Bronzemedaille bei der U22-Europameisterschaft 2021 in Roseto.
Bei den Europaspielen 2019 in Minsk schied er im Viertelfinale gegen den späteren Gewinner Artur Howhannisjan und bei den Olympischen Sommerspielen 2020 in Tokio in der Vorrunde gegen Daniel Assenow aus.
Bei der Europameisterschaft 2024 in Belgrad verlor er in der Vorrunde gegen den Spanier Rafael Lozano.

## Sonstiges
Er ist Absolvent der Technischen Hochschule „Matei Corvin“ in Hunedoara.